# 千本桜 (曲)
「千本桜」（せんぼんざくら）は、日本のボカロP・黒うさP制作のVOCALOID楽曲。2011年9月17日に発表され、ボーカルシンセサイザー・初音ミクが歌唱する。

## 概要
インターネットを中心とするバーチャルシンガー初音ミクの人気ボカロ曲の一つとして知られ、2012年8月に行われた、レコチョクによる「好きなボカロ曲ランキング」調査において、1位を獲得した。
カラオケ曲としても人気があり、2012年度カラオケランキングではボカロ曲史上初となる総合カラオケランキング3位を獲得する。公開後3年たった2014年においても、JOYSOUNDカラオケランキング2位を記録し、配信後常にボカロ曲ナンバーワンの人気を維持している。同楽曲のミュージカル化や小説化も行われ、千本桜のキャラクターのコスプレやライブも数多く開催されており、「歌ってみた」「演奏してみた」等の二次作品制作も盛んに行われている。
歌詞は、明治維新後の西欧文化を取り入れた時代を舞台とし、現代を諷刺する暗喩的な内容である。投稿されたニコニコ動画の映像は、大正浪漫の雰囲気を醸し出しており、カラオケでも同映像が使用されている。
2013年には、トヨタ自動車『アクア』のCMソングとして、「まらしぃ」演奏のピアノ曲が採用された。
2015年4月3日、テレビ朝日「ミュージックステーション」に和楽器バンドが出演、同曲が演奏された。同年9月23日には、同番組の10時間SP「ウルトラFES」で初音ミクが番組史上初のバーチャルシンガーとして同曲を歌唱した。
2015年12月31日には、歌手の小林幸子が第66回NHK紅白歌合戦に特別枠で出演し、同曲を歌唱した。
2016年2月11日にはボカロ曲で「みくみくにしてあげる♪【してやんよ】」「メルト」に次ぐ通算3曲目のニコニコ動画1000万再生を達成した。
2016年4月29日、30日に開催されたニコニコ超会議2016にて、本曲と歌舞伎義経千本桜がNTTの最新技術をもって融合した独自演目「今昔饗宴千本桜」が披露された。舞台には、歌舞伎役者の中村獅童と初音ミクが登場した。
落語家の三遊亭丈助が2020年の真打昇進に伴い、当曲を出囃子として使用している。
2021年12月29日、コンピレーションアルバム「10周年記念アルバム ALL THAT 千本桜!!!」がリリースされた。このアルバムでは収録曲がすべて千本桜であり、Adoや和楽器バンド、陸上自衛隊中央音楽隊やまらしぃなどの様々なアーティストによる音源が計16曲が収録されている。
2025年5月22日、「MUSIC AWARDS JAPAN 2025」（京都市左京区、ロームシアター京都）にて、「最優秀ボーカロイドカルチャー楽曲賞」を受賞した。
2025年5月24日、25日、大阪・関西万博会場 EXPOホール「シャインハット」にて、「超歌舞伎 〈CHO-KABUKI〉Powered by IOWN『今昔饗宴千本桜 Expo2025 ver.』」が上映された。

## 関連作品

### ミュージカル
ミュージカル『音楽劇　千本桜』にて、加藤和樹(青音海斗)主演・石田晴香(初音未来)で2013年3月に上演され、本作のメインテーマとして同曲が歌われた。ニコニコミュージカルの企画の内のひとつ。公演のDVDは2017年3月に東映ビデオから発売。

### コラボレーション
- 2013年4月5日、長野県上田市開催の「上田城千本桜まつり10周年記念」PRソングとして、長野県×初音ミク「千本桜」のコラボレーションが行われた。
- 2013年11月27日よりトヨタ・アクアのCMにピアノバージョン（ピアノ演奏：まらしぃ）が採用された。
- 大江戸温泉物語×千本桜
- ジョイポリス×千本桜
- ビッグエコー×千本桜（秋葉原）

### 小説・漫画
同曲をモチーフとして制作された『小説 千本桜』は、2013年春にオリコンの文芸部門1位を記録した。第4巻の発売時点で累計35万部を突破。加筆修正とイラスト描き下ろしを加えた文庫版が『角川ビーンズ文庫』にて刊行。
- 一斗まる著/イラスト 『小説 千本桜』全5巻
  1. 壱（2013年3月、アスキー・メディアワークス、KADOKAWA）
  2. 弐（2013年10月、アスキー・メディアワークス、KADOKAWA）
  3. 参（2015年3月、アスキー・メディアワークス、KADOKAWA）
  4. 四（2015年9月、アスキー・メディアワークス、KADOKAWA）
  5. 伍（2016年7月、アスキー・メディアワークス、KADOKAWA）
- 一斗まる著/イラスト 『小説 千本桜』<角川ビーンズ文庫>全6巻
  1. 壱（2018年1月、KADOKAWA）
  2. 弐（2018年4月、KADOKAWA）
  3. 参（2018年8月、KADOKAWA）
  4. 四（2018年9月、KADOKAWA）
  5. 伍（2019年1月、KADOKAWA）
  6. 六（2019年4月、KADOKAWA）

また、この小説を原作とした石見翔子による漫画版が、『MIKU-Pack music & artworks feat.初音ミク』（KADOKAWAアスキー・メディアワークスBC）第9号より連載されていたが、同誌休刊により『ComicWalker』に移籍し最終回を迎えた。その後、この続編として「千本桜 -大正百年帝都桜京-」が『ヤングガンガン』（スクウェア・エニックス）2016年No.21から2017年No.21まで連載された。
- 石見翔子作画 『千本桜』<電撃コミックスNEXT>全2巻
  1. （2016年3月、アスキー・メディアワークス、KADOKAWA）
  2. （2016年8月、アスキー・メディアワークス、KADOKAWA）
- 石見翔子作画『千本桜 -大正百年帝都桜京-』<ヤングガンガンコミックス>全2巻
  1. （2017年9月、アスキー・メディアワークス、KADOKAWA）
  2. （2017年11月、アスキー・メディアワークス、KADOKAWA）

### ゲーム
- 『太鼓の達人』（バンダイナムコエンターテインメント）、『maimai』『CHUNITHM』『オンゲキ』（セガ）、『jubeat plus』『SOUND VOLTEX』および『MÚSECA 1+1/2』（コナミデジタルエンタテインメント）、『グルーヴコースター』（タイトー）の楽曲として使用されている。また、2016年8月10日より『ファンタシースターオンライン2』のステージライブにおいて小林幸子(のアバター)が登場する回のアンコール曲として同氏によるカバーバージョンが使用されている。
- 『初音ミク Project DIVA Future Tone』（セガ）に収録。
- 『バンドリ! ガールズバンドパーティ!』（ブシモ）にて、劇中バンド「Poppin'Party」がカバー。
- 『アルゴナビス from BanG Dream! AAside』（ブシモ）にて、劇中バンド 『εpsilonΦ』がカバー。
- 『プロジェクトセカイ カラフルステージ！ feat. 初音ミク』（セガ、Colorful Palette）に収録。

### 歌舞伎
2016年に開催の『ニコニコ超会議2016』にて、千本桜と義経千本桜を融合させた新作歌舞伎『今昔饗宴千本桜（はなくらべせんぼんざくら）』が上演される。主演は中村獅童、脚本は松岡亮、演出・振り付けは藤間勘十郎。
2019年の超歌舞伎でリメイクされた。2016年のときと主演、脚本、演出・振付に変更はない。

### 舞台
歌劇『千本桜〜令和間引刻〜』として舞台化。2025年10月に上演予定。